# قلعه کی‌کویه
قلعه کی‌کویه مربوط به دوران پس از اسلام است و در شهرستان کهک، بخش مرکزی، روستای سیرو واقع شده است. این اثر در تاریخ ۱۲ بهمن ۱۳۸۱ با شماره ثبت ۷۰۴۶ به عنوان یکی از آثار ملی ایران به ثبت رسیده است.